# Hydrolea spinosa
Hydrolea spinosa är en tvåhjärtbladig växtart som beskrevs av Carl von Linné. Hydrolea spinosa ingår i släktet Hydrolea och familjen Hydroleaceae.

## Underarter
Arten delas in i följande underarter:
- H. s. cervantesii
- H. s. maior
- H. s. paraguayensis

## Bildgalleri

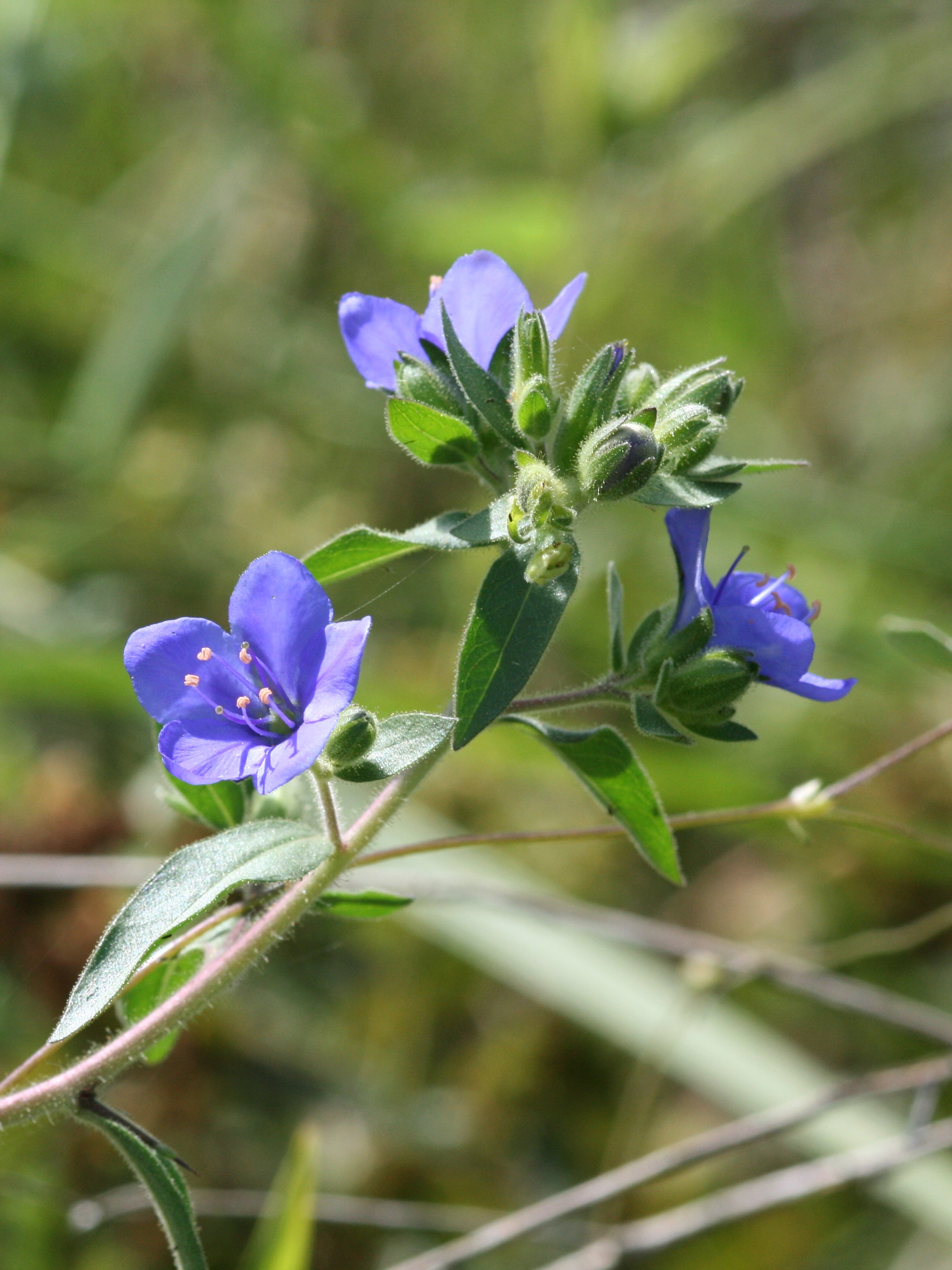
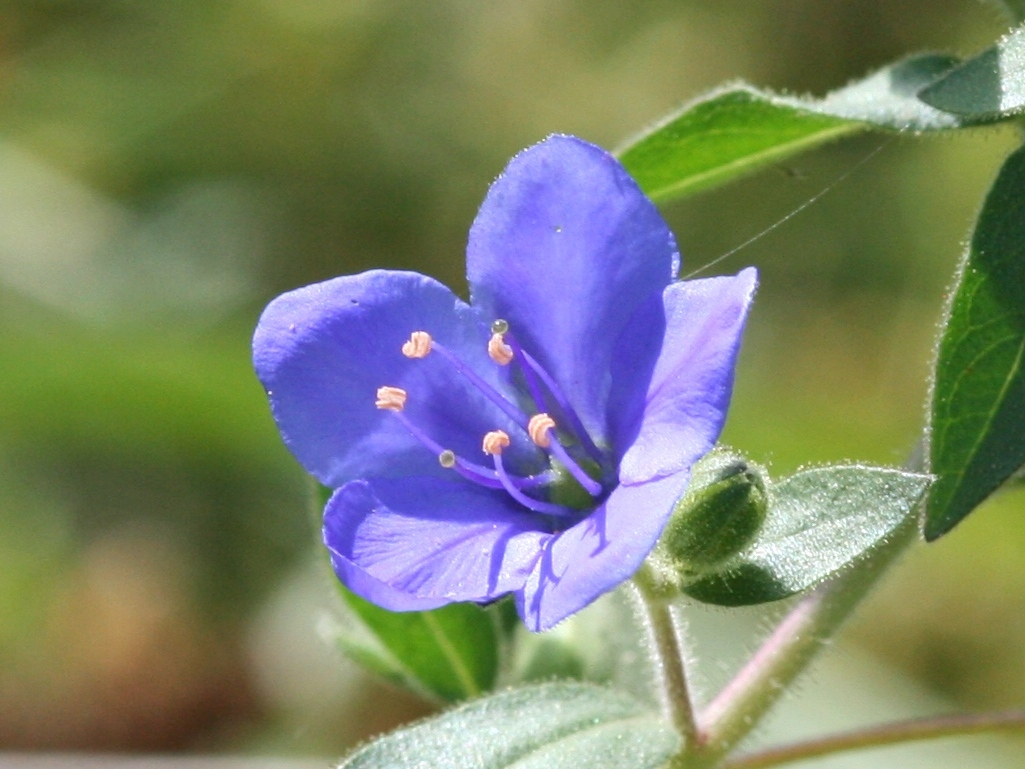
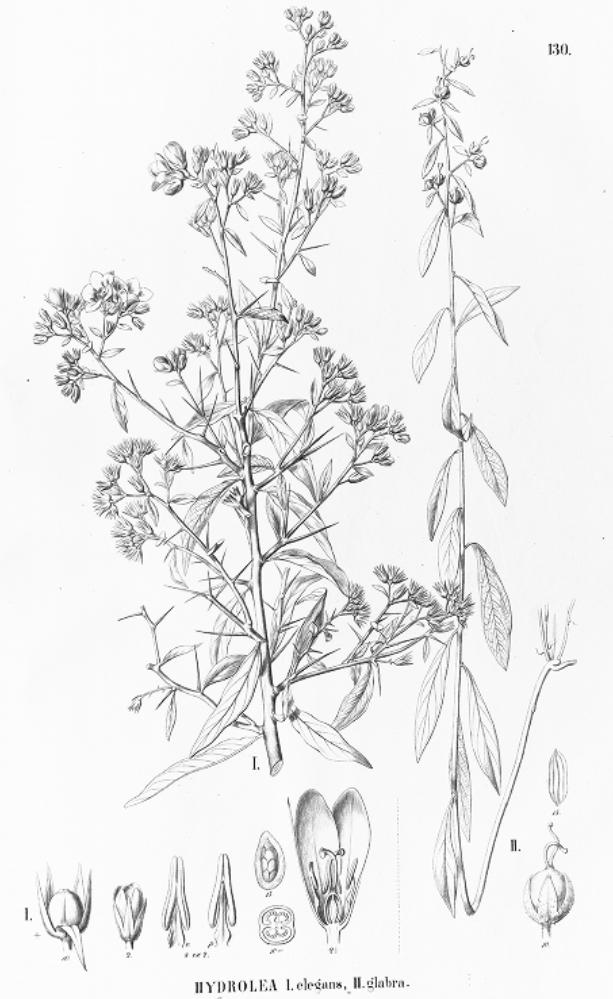
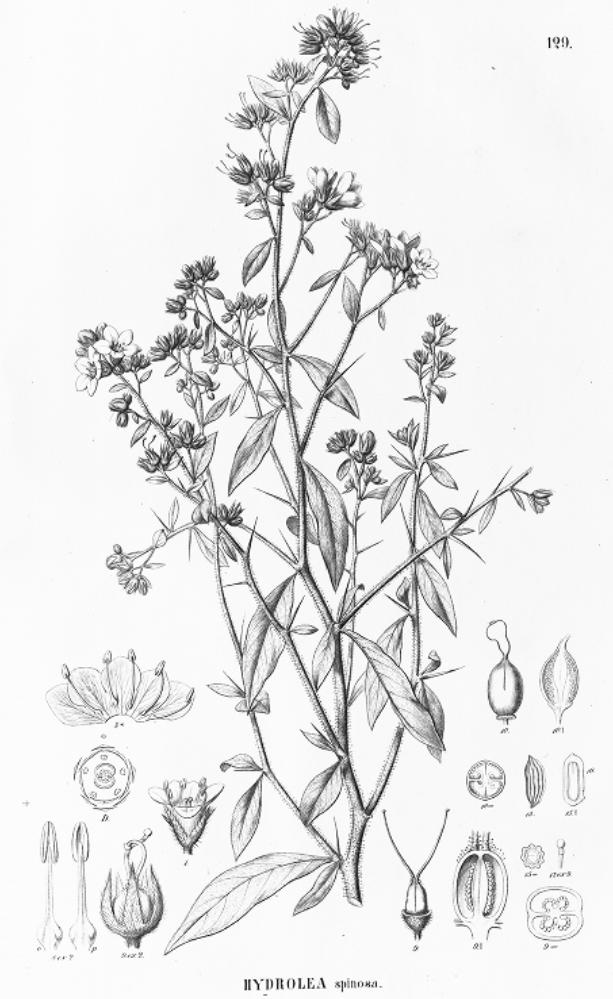
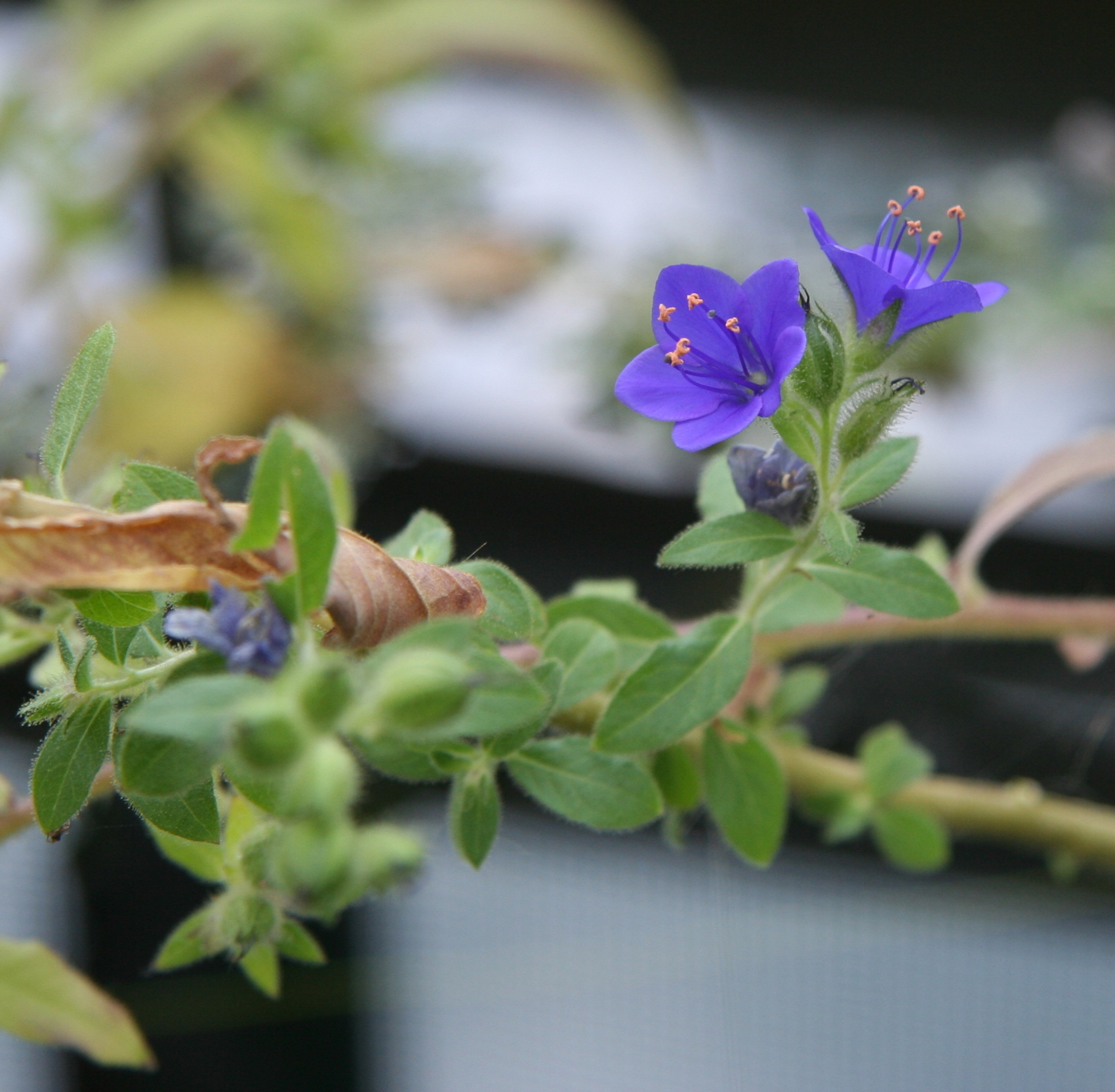